# プルエガ＝ゲラン
プルエガ＝ゲラン （Plouégat-Guérand、ブルトン語:Plegad-Gwerann）は、フランス、ブルターニュ地域圏、フィニステール県のコミューン。

## 概要
フランス革命中、一時的に名称はプルエガ＝ガロン（Plouégat-Gallon）と改名させられていた。
16世紀に建設されたサンタガピ教会は、ゴシック様式で、そこには不思議な非常に小さな、多くのキリスト教の象徴が彫刻で施された聖水盤がある。そこには彫刻家の署名であろう、"S. de Rousval"または"S de Rouseval"といった名が刻まれている。建物は2010年から登録されている。

## 人口統計
| 1962年 | 1968年 | 1975年 | 1982年 | 1990年 | 1999年 | 2006年 | 2010年 |
| ------ | ------ | ------ | ------ | ------ | ------ | ------ | ------ |
| 872    | 815    | 730    | 784    | 925    | 936    | 1012   | 1080   |

参照元:1999年までEHESS、2000年以降INSEE